# Charleston Open 2025
Charleston Open 2025 a fost un turneu profesionist de tenis feminin care s-a disputat pe terenuri cu zgură verde. A fost cea de-a 52-a ediție a evenimentului și un turneu de nivel WTA 500 în Circuitul WTA 2025. A avut loc la Family Circle Tennis Center din Charleston, Statele Unite, între 31 martie și 6 aprilie 2025. Este singurul turneu care se joacă pe zgură verde.

## Campioni

### Simplu
Pentru mai multe informații consultați Charleston Open 2025 – Simplu

### Dublu
Pentru mai multe informații consultați Charleston Open 2025 – Dublu

## Puncte și premii în bani

### Distribuția punctelor
| Probă  | C   | F   | SF  | QF  | Runda 3 | Runda 2 | Runda 1 | Q   | Q2  | Q1  |
| Simplu | 500 | 325 | 195 | 108 | 60      | 32      | 1       | 25  | 13  | 1   |
| Dublu  | 500 | 325 | 195 | 108 | 1       | N/A     | N/A     | N/A | N/A | N/A |

### Premii în bani
| Probă  | C         | F         | SF       | QF       | Runda 3  | Runda 2 | Runda 1 | Q2      | Q1      |
| Simplu | 164.000 $ | 101.000 $ | 51.085 $ | 25.550 $ | 12.900 $ | 7.975 $ | 6.400 $ | 4.080 $ | 2.040 $ |
| Dublu* | 54.300 $  | 33.000 $  | 19.160 $ | 9.480 $  | 6.000 $  | N/A     | N/A     | N/A     | N/A     |

*per echipă